# ۲ روباه
۲ روباه یک ستاره است که در صورت فلکی روباهک قرار دارد.